# Gerdshagen
Gerdshagen est une commune allemande de l'arrondissement de Prignitz, Land de Brandebourg.

## Géographie
Gerdshagen se situe sur la Kümmernitz, un affluent de la Dömnitz. Le Preddöhler Stausee est un lac artificiel de rétention entre les communes de Gerdshagen et de Kümmernitztal.
Outre Gerdshagen, la commune comprend les quartiers de Giesenhagen, Rapshagen et Struck.
| Marienfließ   | Meyenburg  |                     |
| Kümmernitztal | Gerdshagen | Halenbeck-Rohlsdorf |
|               | Pritzwalk  |                     |

Gerdshagen se trouve sur la Bundesstraße 103 et la Bundesautobahn 24.

## Histoire
Giesenhagen en 1925 et Rapshagen en 1974 sont incorporés dans Gerdshagen. Avec la deuxième ordonnance sur l'abolition des exclaves dans le Land de Brandebourg en juillet 2000, Struck qui appartenait à Meyenburg et Schwarze Kampe à Halenbeck vont à Gerdshagen.

## Jumelage
- Schieren,  Schleswig-Holstein

## Source, notes et références
- (de) Cet article est partiellement ou en totalité issu de l’article de Wikipédia en allemand intitulé « Gerdshagen » (voir la liste des auteurs).